# Breganze Pinot grigio
Il Breganze Pinot grigio è un vino DOC la cui produzione è consentita nella provincia di Vicenza.

## Caratteristiche organolettiche
- colore: dal paglierino al giallo dorato, talvolta con riflessi rosacei.
- odore: delicato, gradevole, caratteristico.
- sapore: secco, armonico, vellutato, con o senza persistenza gradevole di legno

## Produzione
Provincia, stagione, volume in ettolitri
- Vicenza  (1990/91)  1698,37
- Vicenza  (1991/92)  2468,07
- Vicenza  (1992/93)  1247,15
- Vicenza  (1993/94)  1467,92
- Vicenza  (1994/95)  1423,84
- Vicenza  (1995/96)  1834,59
- Vicenza  (1996/97)  2254,06